# Radical 3
Radical 3 (U+2F02)

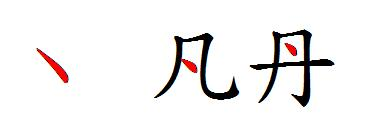

Le radical 3, 丶, (pinyin zhǔ ), signifie « point », est un radical de Kangxi constitué d'un trait unique. Ce trait est le « point » (点, diǎn), un des huit traits fondamentaux de la calligraphie chinoise, très souvent utilisé dans des sinogrammes où il n'est pas considéré comme le radical. C'est la raison pour laquelle, dans le dictionnaire de caractères de Kangxi, seuls dix caractères sur plus de 40 000 relèvent de ce radical.

## Caractères avec le radical 3

永 (永字八法Yǒngzì Bāfǎ)

| Traits                    | Caractères (exemples de signification)   |
| ------------------------- | ---------------------------------------- |
| Sans trait supplémentaire | 丶 (point)                               |
| 1 trait supplémentaire    | 丷 (八 huit)                             |
| 2 traits supplémentaires  | 丸 (boulette)                            |
| 3 traits supplémentaires  | 丹 (cinabre) 为 (en tant que)            |
| 4 traits supplémentaires  | 主 (propriétaire) 丼 (bol de nourriture) |
| 7 traits supplémentaires  | 丽 (beau)                                |
| 8 traits supplémentaires  | 举 (soulever)                            |